# Шаффрат, Кристоф
Кристоф Шаффрат (нем. Christoph Schaffrath; 1709 или 1710/1711 годы, Хонштайн вблизи Дрездена — 17 февраля 1763 год, Берлин) — немецкий композитор, музыкальный педагог и клавесинист эпохи барокко.

## Биография
Кристоф Шаффрат родился в Хонштайне вблизи Дрездена. О семье композитора ничего неизвестно. Обычно датой рождения называется 1709 год, однако официальный некролог композитора в «Berlinischen Nachrichten» от 22 февраля 1763 года утверждал, что Шаффрат скончался в возрасте 52 лет, что относит его дату рождения на более поздний срок.
Композитор работал в 1730 году клавесинистом в оркестре при варшавском дворе Саксонского курфюрста и короля Речи Посполитой Августа II Сильного, при этом, возможно, он так и не был зачислен в штат, так как его имя отсутствует в ведомостях на выплату зарплаты. Позднее он работал при дворе литовского вельможи Павла Кароля Сангушко (он рассматривался после смерти Августа II как один из русских ставленников на престол Речи Посполитой).
В 1733 году Кристоф Шаффрат участвовал в конкурсе на вакантную должность органиста церкви Святой Софии в Дрездене, где уступил Вильгельму Фридеману Баху.
В марте 1734 года композитор уже был клавесинистом в оркестре при дворе прусского кронпринца Фридриха . После своей коронации в мае 1740 года король Пруссии Фридрих II жил попеременно в Берлине и Потсдаме. Его оркестр состоял в это время из 40 музыкантов (в том числе Франц Бенда, Карл Филипп Эммануил Бах, Иоганн Готлиб Граун, Карл Генрих Граун). Шаффрат в этом оркестре выполнял обязанности клавесиниста, как и Карл Филипп Эммануил Бах. Известно, что жалование Шаффрата составляло 400 талеров в год. В марте 1744 года он получил ещё и награду в 33 талера за своё композиторское творчество (за сочинение концертов для двух клавесинов).
В конце 1741 года композитор поступил на службу к принцессе Анне Амалии Прусской, младшей сестре Фридриха II, известной своим стойким интересом к музыке, и занял место первого клавесиниста. Ей Шаффрат посвятил некоторые свои произведения и, предположительно, был организатором и руководителем значительной музыкальной библиотеки принцессы. Другие сочинения композитора были предназначены для музыкальных собраний горожан и дворян города Берлина. Шаффрат вёл активную преподавательскую деятельность, среди его учеников: кастрат Феличе Салимбене, прославившийся исполнением партий в операх Антонио Кальдара и Никола Порпора, и Friedrich Wilhelm Riedt — музыкальный теоретик, флейтист и композитор. Вероятно, для преподавательской практики предназначался сохранившийся фрагментарно или незаконченный самим музыкантом учебник музыки, созданный композитором. Шаффрат умер 17 февраля 1763 года в Берлине. Такая дата следует из опубликованного вскоре некролога, однако сохранился документ с автографом композитора, на котором стоит дата 5 ноября 1763 года.

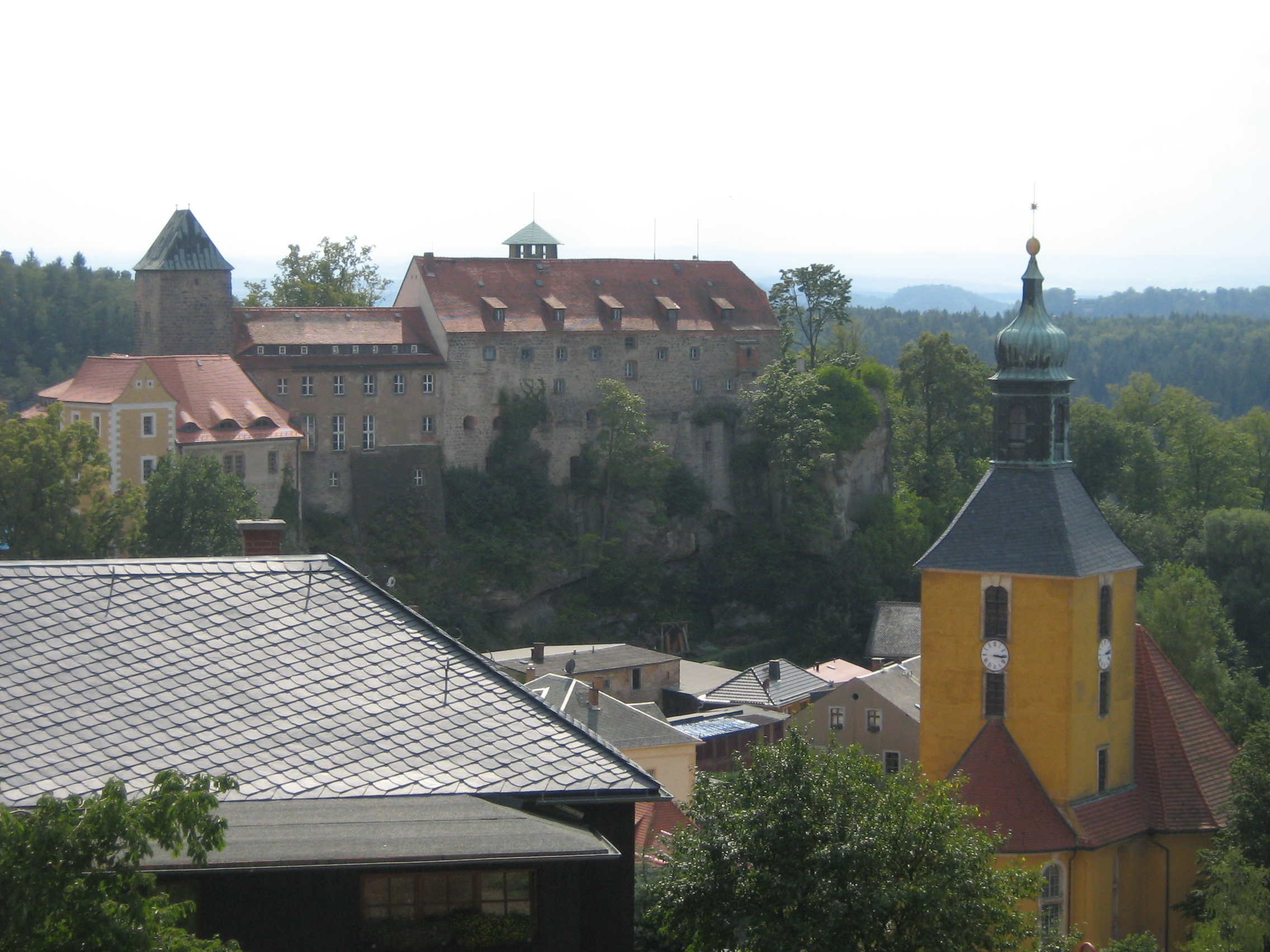
Историческая часть Хонштайна, где родился композитор
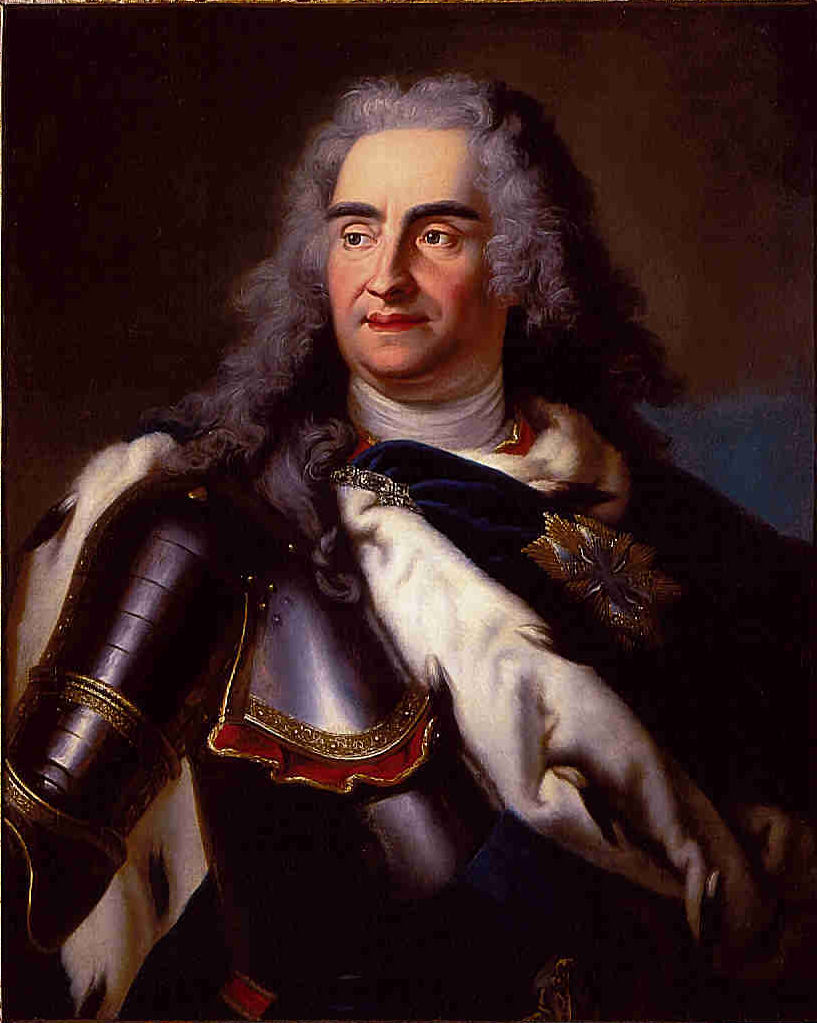
Август II Сильный. На его службе композитор находился с 1730 года.
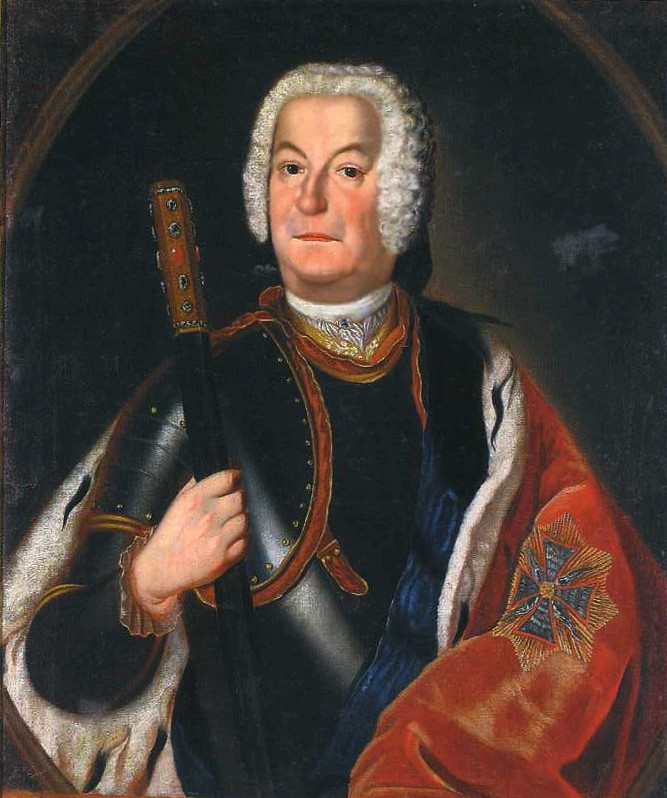
Павел Кароль Сангушко. На его службе композитор находился до 1733 года.
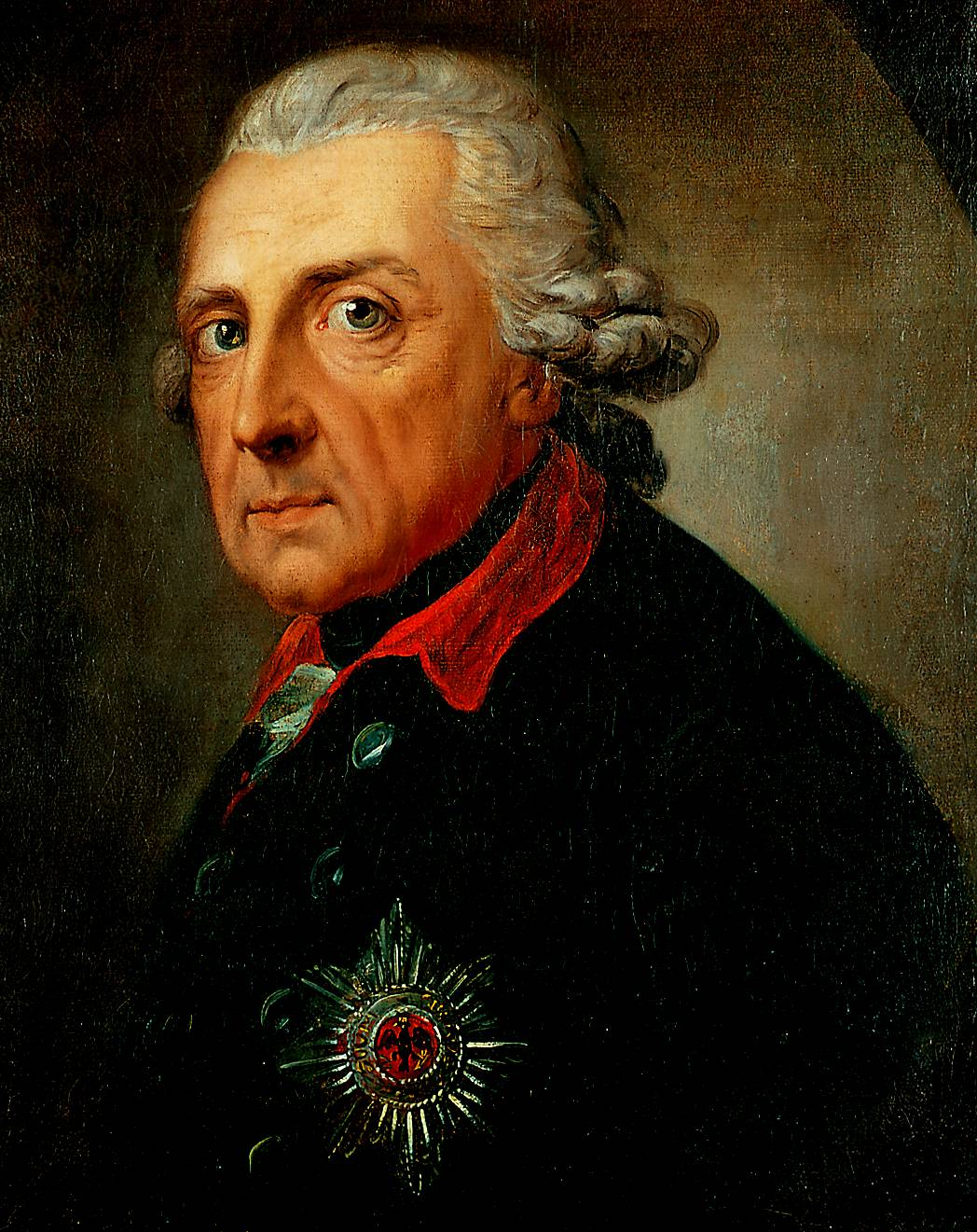
Фридрих II Великий. На его службе композитор пребывал с 1734 по 1741 год.
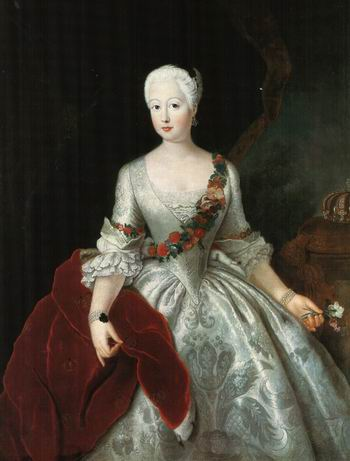
Принцесса Анна Амалия Прусская. На её службе композитор с 1741 по 1763 год.

## Сочинения и их судьба
Большинство рукописей Шаффрата после его смерти перешли к библиотеке принцессы Анны Амалии и архиву Sing-Akademie zu Berlin. В настоящее время почти все они хранятся в Берлинской государственной библиотеке.
Кристоф Шаффрат является одним из основных представителей первой Берлинской композиторской школы В 40-50-е годы XVIII века его произведения были не менее популярны, чем Георга Фридриха Генделя, Георга Филиппа Телемана и Иоганна Себастьяна Баха. Уже к 1800 году они были прочно забыты. Интерес к его творчеству возродился в самом начале XXI века. Появились крупные статьи, исследующие творчество композитора (в частности, Johanna Steinborn. Christoph Schaffrath und die Triosonate: Ästhetik, Kompositionstechnik und Rezeption). Большинство сохранившихся произведений композитора относятся к инструментальной светской музыке. Нет сведений о создании им опер или произведений для церкви.
Произведения композитора привержены духу времени: четкие, простые формы и легко запоминающиеся мелодии, орнаментированные изящными вариациями, блестящее владение контрапунктом.
В настоящее время сочинения композитора включили в свой репертуар крупные музыканты и ансамбли: Витторио Гиельми, Виланд Кёйкен, Паоло Пандольфо, Händelfestspielorchester. Большинство из них опубликованы. Они изданы на CD и DVD.

## Список сохранившихся произведений композитора
- Около 20 Увертюр и Симфоний для струнных и basso continuo.
- 72 Концерта для клавесина с оркестром.
- 3 Концерта для 2 клавесинов с оркестром.
- 3 Концерта для скрипки с оркестром.
- Концерт для гобоя с оркестром с оркестром.
- Концерт для флейты с оркестром.
- Квартеты (обычно для состава: флейта, скрипка, альт, basso continuo).
- Более 30 Трио.
- Более 40 Сонат (иногда обозначаются как Дуэты) для различных инструментов.
- Более 40 Сонат и крупных пьес для клавесина.